# Caterpillar (Elisa-album)
Caterpillar is het derde compilatiealbum van de Italiaanse singer-songwriter Elisa, uitgebracht in 2007.

## Achtergrond
Het album is de exportversie van Soundtrack '96 - '06: Greatest Hits. Het bevat oudere, onbewerkte nummers, namelijk Stay, Qualcosa che non c'è, Rainbow en Rock Your Soul, naast de heropgenomen nummers Luce (Tramonti a nord est), Broken en The Waves, terwijl Swan, Electricity, Eppure sentire (un senso di te) en Heaven Out of Hell volledig opnieuw werden bewerkt. Gli ostacoli del cuore verscheen zonder Ligabue. Nieuw is Wild Horses, een cover van het nummer van The Rolling Stones.

## Nummers
| Nr.                              | Titel                                   | Schrijver(s)                 | Origineel album                                  | Duur |
| -------------------------------- | --------------------------------------- | ---------------------------- | ------------------------------------------------ | ---- |
| 1.                               | Stay                                    | Elisa Toffoli                | Soundtrack '96 - '06: Greatest Hits              | 4:11 |
| 2.                               | Luce (Tramonti a nord est) (heropname)  | Toffoli • Adelmo Fornaciari  | Asile's World                                    | 4:26 |
| 3.                               | Gli ostacoli del cuore                  | Luciano Ligabue              | Soundtrack '96 - '06: Greatest Hits              | 4:29 |
| 4.                               | Broken (heropname)                      | Toffoli                      | Lotus                                            | 4:19 |
| 5.                               | Heaven Out of Hell (nieuwe versie)      | Toffoli • Corrado Rustici    | Then Comes The Sun                               | 4:55 |
| 6.                               | Qualcosa che non c'è                    | Toffoli                      | Soundtrack '96 - '06: Greatest Hits              | 4:37 |
| 7.                               | Swan (nieuwe versie)                    | Toffoli • Michael Centonze   | Melissa P. / Soundtrack '96 - '06: Greatest Hits | 4:54 |
| 8.                               | Eppure sentire (un senso di te) (Remix) | Toffoli • Paolo Buonvino     | Soundtrack '96 - '06: Greatest Hits              | 3:38 |
| 9.                               | Electricity (nieuwe versie)             | Toffoli                      | Lotus                                            | 4:33 |
| 10.                              | Rainbow                                 | Toffoli                      | Then Comes The Sun                               | 4:58 |
| 11.                              | Rock Your Soul                          | Toffoli                      | Then Comes The Sun                               | 5:05 |
| 12.                              | The Waves (heropname)                   | Toffoli                      | Pearl Days                                       | 4:20 |
| 13.                              | Wild Horses (The Rolling Stones cover)  | Mick Jagger • Keith Richards | -                                                | 5:40 |
| Australië & Nieuw-Zeeland editie |                                         |                              |                                                  |      |
| 14.                              | Dancing                                 | Toffoli                      | Then Comes The Sun                               | 5:36 |

## Hitlijsten
Het album bereikte als hoogste notering een 34e plaats in een Italiaanse hitlijst.
Singles
- Stay (2007)

## Videoclips
- Stay (2007) - Regisseur: Joe Tunmer (tweede versie)